# Personal im KZ Majdanek
Das Personal im KZ Majdanek arbeitete zur Zeit des Nationalsozialismus im Konzentrations- bzw. Vernichtungs-/Todeslager Majdanek. Die personelle Aufteilung war für alle Konzentrationslager einheitlich vorgegeben durch die SS-Inspektion der Konzentrationslager (IKL). In Majdanek gab es fünf Abteilungen, die unterschiedliche lagerbezogene Aufgaben wahrnahmen. Die Struktur der KZ im Aufbau der Abteilungen richtete sich jedoch nach der Größe der KZ. Somit besaßen nicht alle Konzentrationslager diese für das KZ Majdanek aufgelistete Zusammenstellung der Abteilungen.

## Umfang und Zusammensetzung des Lagerpersonals
Das Lagerpersonal umfasste Ende 1943 1.258 Personen, darunter 261 Angehörige der Lagerkommandantur, 881 bei den Wachmannschaften, 19 Aufseherinnen und 97 Wachmänner aus Litauen. In den Wachmannschaften waren mehrheitlich sogenannte Volksdeutsche aus Rumänien und Jugoslawien eingesetzt, nur zu einem Fünftel sogenannte Reichsdeutsche. Überwiegend waren diese Männer jünger als 40 Jahre, von den Herkunftsberufen Landarbeiter oder Arbeiter, und wurden umgehend nach ihrer Einziehung zur Waffen-SS in Majdanek eingesetzt.

## Abteilung I: Kommandantur
Die Kommandantur war die oberste Instanz, der Lagerkommandant war Befehlshaber des gesamten SS-Personals. Hier war auch die Postzensurstelle. Zur Unterstützung der Lagerkommandanten fungierten die Adjutanten.
Lagerkommandanten
| Lagerkommandant       | Zeitpunkt                      |
| --------------------- | ------------------------------ |
| Karl Otto Koch        | September 1941 bis August 1942 |
| Max Koegel            | August 1942 bis November 1942  |
| Hermann Florstedt     | November 1942 bis Oktober 1943 |
| Martin Gottfried Weiß | November 1943 bis Mai 1944     |
| Arthur Liebehenschel  | Mai 1944 bis Juli 1944         |

Adjutanten
| Adjutanten                   | Zeitpunkt                    |
| ---------------------------- | ---------------------------- |
| Herbert Hänel                | September 1941 bis Juli 1942 |
| Werner Karl Kurt Berlingshof | Juli 1942 bis Dezember 1942  |
| Alfred Hermann Heinrich      | Januar 1943 bis Mai 1943     |
| Karl-Friedrich Höcker        | Mai 1943 bis Mai 1944        |
| Rudolf Walter                | Mai 1944 bis Juli 1944       |

## Abteilung II: Politische Abteilung (Lager-Gestapo)
Die Aufgaben der Politischen Abteilung umfassten im Wesentlichen die Bekämpfung der Lagerwiderstandsbewegung, die Verhinderung von Fluchten und Kontakten zur Außenwelt, das Anfertigen und Verwalten von Häftlingskarteien sowie die Korrespondenz mit der Gestapo, Kriminalpolizei und dem Reichssicherheitshauptamt (RSHA).
Leitung der Politischen Abteilung
| Name           | Zeitpunkt                 |
| -------------- | ------------------------- |
| Georg Lühr     | bis Dezember 1941         |
| Otto Kloppmann | Januar 1943 bis Juli 1944 |

## Abteilung III: Schutzhaftlagerführung
Der Leiter der Schutzhaftlagerführung war gleichzeitig Stellvertreter des Kommandanten. Er führte in der Regel den amtlichen Schriftverkehr mit über- und untergeordneten Dienststellen. Ihm unterstanden Rapportführer, Blockführer und Kommandoführer. Sie bewachten innerhalb des Lagers und in den Außenkommandos und Nebenlager die Zwangsarbeiten. Sie hatten Befehlsgewalt über Funktionshäftlinge und Häftlinge.
| Name                      | Funktion                                            | Zeitraum                       |
| ------------------------- | --------------------------------------------------- | ------------------------------ |
| Hermann Hackmann          | Schutzhaftlagerführer                               | August 1941 bis September 1942 |
| Sebastian Wimmer          | Schutzhaftlagerführer                               | Oktober 1942 bis Februar 1943  |
| Anton Thumann             | Schutzhaftlagerführer                               | Februar 1943 bis März 1944     |
| Ernst Kostial             | Schutzhaftlagerführer                               | April 1944 bis Juli 1944       |
| Arnold Strippel           | stellvertretender Schutzhaftlagerführer             | Oktober 1941 bis Juni 1943     |
| Else Ehrich               | Oberaufseherin                                      | Oktober 1942 bis Mitte 1944    |
| Hermine Braunsteiner-Ryan | Rapportführerin und stellvertretende Oberaufseherin | Oktober 1942 bis Januar 1944   |

Weiteres Personal der Abteilung Schutzhaftlagerführung im KZ Majdanek: Hertha Ehlert, Hildegard Lächert, Emil Laurich, Luise Danz, Alice Orlowski.

## Abteilung IV: Verwaltung (SS-Standortverwaltung)
An der Spitze stand der SS-Verwaltungsführer. Abteilung IV regelte die Versorgung mit Kleidung und Lebensmitteln. Das beschlagnahmte Eigentum der Häftlinge wurde hier verwaltet. Das Krematoriumskommando, das auch für das Entfernen des Zahngoldes von toten Häftlingen zuständig war, unterstand ebenfalls dieser Abteilung.
Leitung der Standortverwaltung
| Name             | Zeitraum                     |
| ---------------- | ---------------------------- |
| Heinrich Worster | September 1941 bis Juni 1944 |
| Hermann Michl    | Juni 1944 bis Juli 1944      |

Leitung der Krematorien
| Name           | Zeitraum                |
| -------------- | ----------------------- |
| Erich Mußfeldt | Juni 1942 bis Juni 1944 |

Weiteres Personal der Abteilung Standortverwaltung im KZ Majdanek: Friedrich Wilhelm Ruppert

## Abteilung V: Sanitätswesen (Standortarzt)
Zur Abteilung V (Sanitätswesen) gehörten die KZ-Ärzte und SS-Sanitätsdienstgrade des Krankenreviers. Der Lager- und SS-Standortarzt stellte nach der Ermordung von Häftlingen nachträglich Totenscheine mit natürlicher Todesursache aus. Er veranlasste die unmittelbare Einäscherung der Toten im lagereigenen Krematorium. Für SS-Personal war der Truppenarzt auch oft gleichzeitig der örtliche Standortarzt. In Majdanek waren SS-Sanitätsdienstgrade auch am Massenmord von Häftlingen mit Giftgas beteiligt.
Lagerärzte
| Name                 | Funktion     | Zeitraum                        |
| -------------------- | ------------ | ------------------------------- |
| Franz von Bodmann    | Lagerarzt    | August 1942 bis April 1943      |
| Max Blancke          | 1. Lagerarzt | April 1943 bis Juli 1944        |
| Waldemar Hoven       | Lagerarzt    | 1942 bis Anfang 1943            |
| Max Popiersch        | 1. Lagerarzt | Oktober 1941 bis April 1942     |
| Heinrich Rindfleisch | Standortarzt | Ab März 1943                    |
| Alfred Trzebinski    | Lagerarzt    | September 1941 bis Februar 1943 |

Weiteres Personal der Abteilung Sanitätswesen im KZ Majdanek:
- Truppenarzt: Heinrich Schmidt
- SS-Sanitätsdienstgrade: Anton Endres, Hans Perschon
- Kapos: Ludwig Benden, August Schmuck († 1983)

## Abteilung VI: Kulturabteilung
Die Kulturabteilung war für die Truppenbetreuung zuständig. Schulungsabende und Filmvorführungen sollten die Weltanschauung des Lagerpersonals prägen.
| Name                     | Zeitraum           |
| ------------------------ | ------------------ |
| August Langerbein        | März 1942 bis 1943 |
| Erich Bruno Willi Müller | 1943 bis März 1944 |

## Wachkompanie KZ Majdanek
Die Truppe bildete die eigentliche Wachmannschaft des KZ. Die Wachkompanie war für die Außensicherung des KZ verantwortlich, wurde teils auch im inneren KZ-Bereich eingesetzt.
Kommandeur der Wachmannschaften
| Name                   | Funktion                      | Zeitraum                   |
| ---------------------- | ----------------------------- | -------------------------- |
| Walter Adolf Langleist | Kommandeur der Wachmannschaft | April 1942 bis August 1943 |
| Martin Melzer          | Kommandeur der Wachmannschaft | August 1943 bis Juli 1944  |